# Søren Kam
Søren Kam (født 2. november 1921 i København, Danmark, død 23. marts 2015 i Kempten, Tyskland) var en højt dekoreret tidligere Waffen-SS-officer eftersøgt af danske myndigheder for mordet på B.T.s redaktør Carl Henrik Clemmensen i 1943. Han blev efter krigen tysk statsborger og boede i Tyskland frem til sin død.

## Inden krigen
Kam blev født i København den 2. november 1921 som det andet af seks børn af repræsentant Rasmus Hansen Kam (f. 20. juli 1891 i Aunslev på Fyn) og hustru Inger f. Hermansen (f. 15. juli 1897 i København). Begge forældre tilhørte folkekirken, og den fjerde søndag i advent samme år blev han døbt i Sankt Pauls Kirke.
Efter forældrenes vielse i 1919 boede familien i en tredjesalslejlighed på Sundholmsvej 57 på Amager. Selvom forældrene ved hans storebrors fødsel havde kontakt med Frederiksberg fattigvæsen, havde familien allerede i 1921, da Kam blev født, en telefon. I 1925 flyttede familien til en lejlighed i Skt. Kjeldsgade 4-I på Østerbro, mens faderen arbejdede som grosserer.
Familien Kam flyttede i 1929 ind i en nybygget villa på Hans Bruunsvej 20 i Charlottenlund. Året efter havde familien en husassistent boende hos sig på samme adresse. På det tidspunkt var én af Kams søskende død, således at han havde fire brødre tilbage, én ældre og tre yngre.
Som ung var Kam medlem af Danmarks Nationalsocialistiske Ungdom, hvor han var en af Christian Frederik von Schalburg's yndede "bloddrenge".
I 1939 var Kam på session i København, med navnet Sören Kam.
Ifølge Bovrup-kartoteket meldte Kams mor sig ind i DNSAP i december 1940.
Efter at Kam flyttede hjemmefra, blev hans familie i villaen, indtil hans far solgte den i 1947. Samme år fik Kams storebror hemmeligt nummer, mens hans far fik det to år senere.

## Anden Verdenskrig
Kam meldte sig i juni 1940 som frivillig til SS, og deltog senere i 5. SS-Panzer-Division Wikings kampe på østfronten. Ved Danmarks folketælling i november 1940 blev Kam opført som "fraværende Tyskland". Han kom på officersskole på SS-Junkerskolen i Bad Tölz og udnævnt til SS-Untersturmführer.
Da Kam var på orlov hjemme i Danmark i sommeren 1943, fik han til opgave at grundlægge Schalburgkorpset til "modterror" mod den danske modstandsbevægelse og dens støtter. Den 30. august 1943 deltog han sammen med to kammerater fra Waffen-SS, Jørgen Valdemar Bitsch og Knud Flemming Helweg-Larsen, ved Lundtofte i mordet på den populære redaktør Carl Henrik Clemmensen. Det efterfølgende septembernummer af De frie Danske udråbte netop Helweg-Larsen og Søren Kam som Clemmensens mordere, og dertil som Schalburg-banditter. Året efter udråbte juninummeret en navngiven kvinde som nazist med nazivenner såsom Carl Henrik Clemmensens mordere, nemlig Flemming Helweg-Larsen og Søren Kam.
Da tyskerne erfarede, at Bitsch og Kam, der var tilknyttet deres væbnede styrker, havde deltaget i denne likvidering, blev de stillet for en domstol i Berlin. Begge blev kommanderet til fronten. Søren Kam udmærkede sig ved østfronten og overlevede slaget om Berlin. Helweg-Larsen blev som den eneste anholdt af danske myndigheder - efter befrielsen. Han gav Kam og Bitsch skylden, men de var forsvundet. Helweg-Larsen blev henrettet, mens Kam døde i Tyskland i 2015 - ustraffet af danske myndigheder, men tyske militærmyndigheder havde altså dømt ham til tjeneste ved østfronten for drabet - hvad der var alvorligt nok, idet 80 % af tyske tab i anden verdenskrig fandt sted på østfronten.
Den 15. februar 1945 bragte dagbladet Politiken en officiel meddelelse fra Berlin via Reuters Bureau, at Hitler den 7. februar havde tildelt SS-Obersturmführer Søren Kam, kompagnichef ved SS-pansergrenaderregimentet Germania, Jernkorsets Ridderkors for "særlig afgørende Indsats i Kampen mod Fjenden". Han blev dermed den tredje dansker, der opnåede denne udmærkelse. Udnævnelsen til SS-Obersturmführer skete ved samme lejlighed. Artiklen i Politiken berettede videre, at Kam var blevet såret flere gange og på grund af udvist tapperhed dekoreret med Jernkorset af 2. og 1. klasse, Infanteristurmabzeichen, Nærkampsspændet og Emblemet for sårede i sølv, samt at han havde deltaget i slagene ved Dnipropetrovsk, Kharkiv, Tjerkassy, Kowel og Warszawa.

## Efter krigen
Søren Kam var ved krigens slutning i Tyskland, og blev der. De danske myndigheder formodede i 1946, at han var død. Omvendt blev Flemming Helweg-Larsen efter krigen dømt til døden og henrettet, alene for sin rolle i drabet på Carl Henrik Clemmensen, mens Jørgen Valdemar Bitsch forsvandt sporløst.
I 1956 opholdt Kam sig i Vesttyskland under pseudonymet Peter Müller som statsløs og risikerede derfor udlevering til Danmark. Samme år fik han efter ansøgning tysk statsborgerskab.
I 1968 undersøgte den offentlige anklager i München mordsagen. Søren Kam medgav, at han havde skudt på Carl Henrik Clemmensen, men kun som en "solidarisk handling", efter at Flemming Helweg-Larsen havde dræbt Clemmensen, som lå død på jorden. Sagen blev henlagt i 1971, eftersom den tyske anklagemyndighed ikke mente at have beviser nok til at vinde en retssag. Sagen mod Kam lå i bero, men blev flere gange genoptaget; blandt andet i 1985, da Danmarks daværende justitsminister Erik Ninn-Hansen bekræftede, at Kam stadig var eftersøgt.  Udtalelsen var et svar på spørgsmål fra folketingsmedlem Jørgen Lenger, der af Kam selv telefonisk havde fået oplyst, at Kam flere gange havde været på familiebesøg i Danmark.
I 1986 lod Kam sig med de to andre danske bærere af Jernkorsets Ridderkors fotografere sammen med Christian Frederik von Schalburgs enke Helga Schalburg i byen Ulrichsberg i den østrigske delstat Kärnten. Det gav i 1995 anledning til ny medieomtale, da Kam i Ulrichsberg deltog i et Waffen-SS stævne for krigsveteraner. Ved træffet – hvor også Jörg Haider og Gudrun Burwitz (Heinrich Himmlers datter) deltog – blev Søren Kam videofilmet af tyske antifascister. Optagelsen blev vist på tysk fjernsyn, og han blev genkendt af danske seere.
Obduktionsrapport om den myrdede Carl Henrik Clemmensen blev af medierne i 1997 bragt frem for offentligheden. Af den fremgår, at Clemmensen døde, ved at otte pistolkugler ramte ham, mens han stod op. Søren Kam ændrede den 3. august 1998 afgivne forklaring og sagde nu, at han og de to andre skød mod den ubevæbnede redaktør i "nødværge".
I 2004 medvirkede Søren Kam i dokumentarfilmen Min morfars morder, om mordet på Carl Henrik Clemmensen.  I dokumentarfilmen beklager Kam mordet overfor Carl Henrik Clemmensens barnebarn Søren Fauli.
Søren Kam blev den 10. december 2004 af Retten i Lyngby varetægtsfængslet in absentia for mordet på redaktør Clemmensen. Kendelsen blev stadfæstet i Østre Landsret. Kam sagde, at han var uskyldig, men ønskede ikke at deltage i en retssag i Danmark. Tyskland havde hidtil nægtet at udlevere ham, men den 7. juli 2006 ratificerede det tyske parlament konventionen om den europæiske arrestordre, hvilket åbnede retslige muligheder for, at han kunne udleveres til retsforfølgelse i Danmark.
Den 16. august 2006 anmodede Justitsministeriet officielt om en udlevering af Søren Kam efter de nye tyske regler. Den 21. september 2006 blev Søren Kam arresteret af det tyske politi og fængslet i München. Få uger senere, den 12. oktober 2006 blev han løsladt, da han ifølge de tyske myndigheder næppe ville flygte, mens hans sag blev behandlet. Afgørelsen faldt i starten af februar 2007, hvor landsretten i München afviste en udlevering. Retten fandt, at der ikke var tale om overlagt mord, men i stedet drab, hvorfor sagen var forældet.
Den 1. april 2007 rangerede Søren Kam som nummer otte på listen over efterlyste krigsforbrydere på Simon Wiesenthal Centrets liste, der omfatter nulevende personer, der er eftersøgt for krigsforbrydelser under anden verdenskrig. Wiesenthal Centret mistænker Søren Kam for under besættelsen at have samlet information om navne og adresser på jøder i Danmark, hvilket muliggjorde nazisternes deportation af jøder til tyske koncentrationslejre.
I 2008 skønnede Justitsministeriets 1. statsadvokatur, at Simon Wiesenthal Centrets påstand var urigtig. Denne afgørelse synes Danmark at tøve med at sende til Wiesenthal Centret, der flere gange har rykket for den.
Gurli og Erik Haaest skrev om sagen i Søren Kam – Hitlers danske yndling i 2008, og bragte en række oplysninger om Søren Kam og de tre, der var med til drabet på redaktør C.H. Clemmensen 30. august 1943: Flemming Helweg-Larsen (henrettet 1946), Jørgen Valdemar Bitsch (det lykkedes ham at flygte fra Faarhuslejren 15. maj 1945), samt en "anonym tysk værnemagtsoldat".
Den 1. april 2014 rangerede Kam som nummer fem på Simon Wiesenthal Centrets liste over de mest eftersøgte nazistiske krigsforbrydere.

## Død og erindringer
Søren Kam døde den 23. marts 2015 i Kempten i Tyskland, to uger efter sin kone Elenora Kam 
Kam skrev sine erindringer og fik en mellemmand til at overdrage dem til forskningschef ved Det Kongelige Bibliotek John T. Lauridsen og historiker Mikkel Kirkebæk, så de kunne udgive dem efter hans død. Bogen "Et liv uden fædreland" Søren Kams erindringer på 512 sider med indledning og noter af Mikkel Kirkebæk og John T. Lauridsen udkom 10. november 2015 på forlaget Lindhardt og Ringhof.